# Gaby Canizales
Pour les articles homonymes, voir Canizales.
Gaby Canizales est un boxeur mexicano-américain né le 1er mai 1960 à Laredo, Texas.

## Biographie
Passé dans les rangs professionnels en 1979, il devient champion des États-Unis poids coqs en 1982 et perd aux points l'année suivante un championnat du monde face au détenteur de la ceinture WBA, Jeff Chandler. Le 10 mars 1986, Canizales obtient une seconde opportunité de remporter un titre mondial en affrontant le nouveau champion du monde des poids coqs WBA, Richie Sandoval. Il s'impose au 7e round après avoir envoyé son adversaire à terre à 6 reprises mais est battu dès son combat suivant par Bernardo Pinango le 6 juin 1986. 
Redevenu champion des États-Unis des poids coqs en 1987, Gaby Canizales s'empare du titre vacant WBO le 12 mars 1991 aux dépens de Miguel Lora met le perd à nouveau dès sa première défense le 30 juin 1991 face au britannique Duke McKenzie. Il met alors un terme à sa carrière de boxeur professionnel qui compte 48 victoires pour 8 défaites et 1 match nul.
Il s'associe ensuite à son frère Orlando Canizales, champion du monde des poids coqs IBF entre 1988 et 1994, pour ouvrir à Laredo un gymnase dédié à l'entrainement de boxeurs : le Orlando & Gaby Canizales Boxing Gym and Community Center.